# Agra (Lombardei)

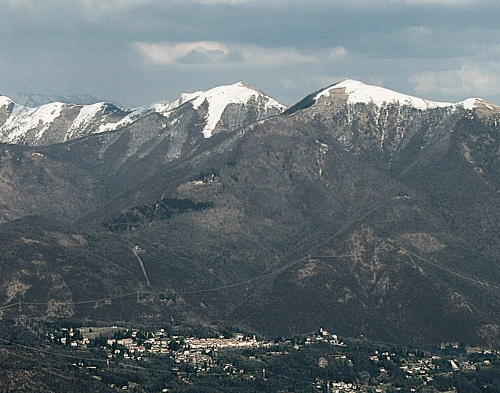
Blick auf Agra mit Monte Lema im Hintergrund

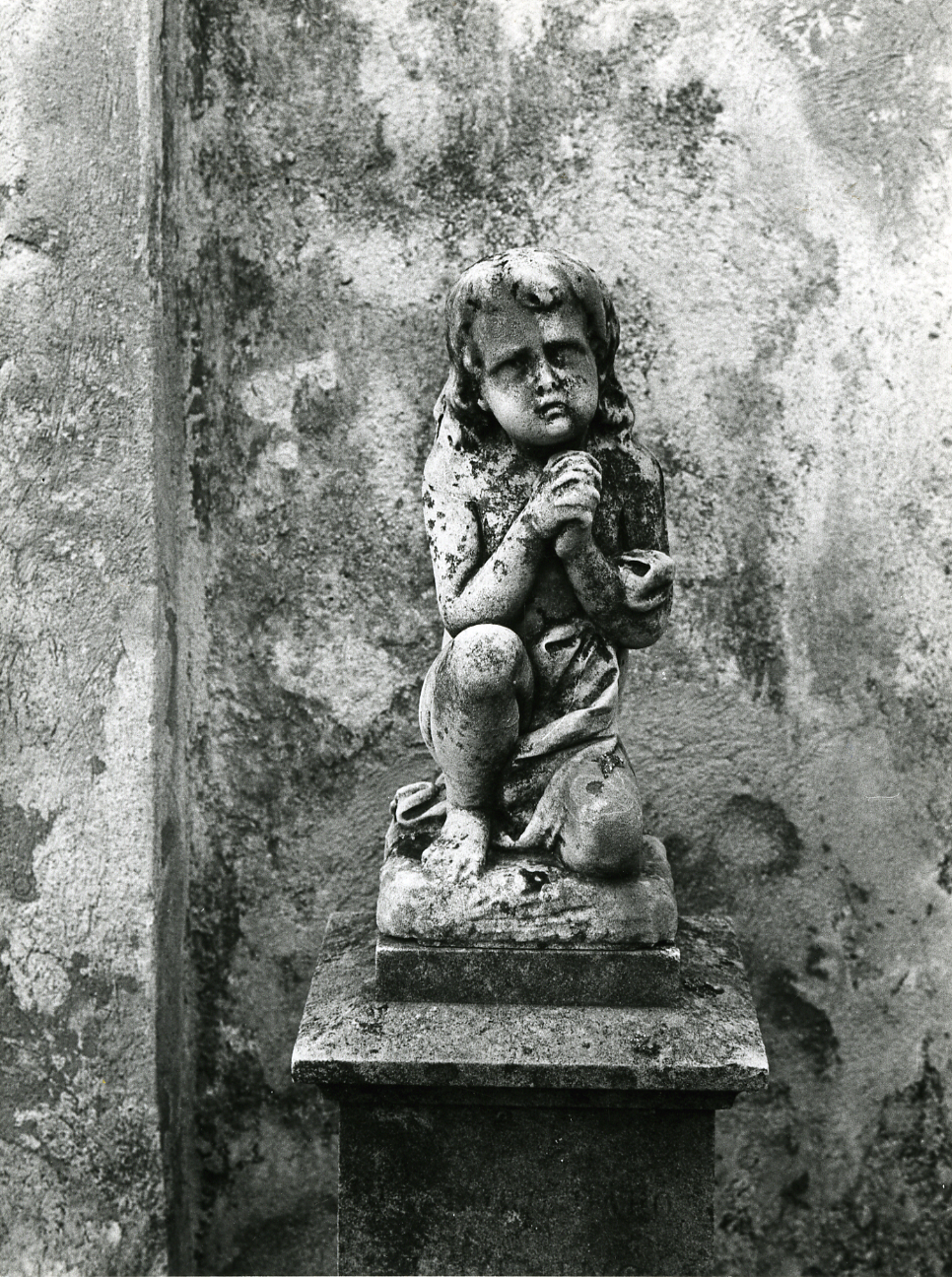
Friedhof, Statue Kind im Gebet

Agra ist eine italienische Gemeinde (comune) in der Provinz Varese in der Region Lombardei.

## Geographie
Agra liegt etwa 19 Kilometer nordnordwestlich von Varese nahe dem Lago Maggiore und gehört zur Comunità montana Valli del Verbano. Die Gemeinde bedeckt eine Fläche von 3,04 km². Zu Agra gehören die Ortsteile Agra, Vignone und Gaggio. Die Nachbargemeinden sind Maccagno con Pino e Veddasca, Dumenza und Luino.

## Geschichte
Die Ortschaft von Agra war Teil des Lehens der Quattro Valli, das wiederum Teil des Lehens von Val Travaglia war. Letztere war mit einem Diplom vom 11. Juli 1438 dem Grafen Franchino Rusca verliehen worden. Im Jahr 1570 wurde das Lehen nach dem Tod des Grafen Ercole Rusca ohne legitime Kinder aufgeteilt. Am 2. Dezember 1583 schenkte Philipp II. (Spanien) dem Mailänder Patrizier Giovanni Marliani das Lehen der Quattro Valli.
Im Jahr 1773 wurde das Lehen an den Grafen Antonio Crivelli verkauft. Das Gebiet von Agra wurde 1722 im Zuge einer Volkszählung vermessen und auf einer von Colmegna getrennten Karte dargestellt. Im Territorialkompartiment von 1757 wurden die beiden Gemeinden jedoch mit der Formel Agra, con Colmegna, e Cassina Casneda (Edikt vom 10. Juni 1757) vereinigt. Nach den Antworten auf 45 Fragen, die 1751 von der Zweiten Volkszählungskommission gestellt wurden, war Agra, für das die Zusammenlegung der Gemeinde Colmegna bereits veranlasst worden war, ein Dorf im Val Travaglia mit 440 Seelen, das mit dem Grafen Giovanni Emanuele Marliani belehnt war, an den jährlich 173 Lire und 15 Soldi für die kommunale Volkszählung gezahlt wurden.
Der Feudalrichter Antonio Maria Bossi residierte in Luino und erhielt ein Gehalt von 9 Lire und 3 Soldi. Der Konsul hat keinen Eid auf eine kriminelle Bank geschworen. Der Rat wurde jedes Jahr zu Beginn des Jahres abgehalten und, wenn nötig, durch das Läuten der Glocke und den Camparo, der die Feuerstellen informierte. Zunächst wurden der Bürgermeister und der Konsul gewählt. Der Bürgermeister war mit den Büchern und Aufzeichnungen der Gemeinde betraut, da er auch als Kanzler fungierte. Der Bürgermeister selbst bildete die Bezirke und erhielt ein Jahresgehalt von 50 Lire.

## Bevölkerung
| Bevölkerungsentwicklung | Bevölkerungsentwicklung | Bevölkerungsentwicklung | Bevölkerungsentwicklung | Bevölkerungsentwicklung | Bevölkerungsentwicklung | Bevölkerungsentwicklung | Bevölkerungsentwicklung | Bevölkerungsentwicklung | Bevölkerungsentwicklung | Bevölkerungsentwicklung | Bevölkerungsentwicklung | Bevölkerungsentwicklung | Bevölkerungsentwicklung | Bevölkerungsentwicklung |
| ----------------------- | ----------------------- | ----------------------- | ----------------------- | ----------------------- | ----------------------- | ----------------------- | ----------------------- | ----------------------- | ----------------------- | ----------------------- | ----------------------- | ----------------------- | ----------------------- | ----------------------- |
| Jahr                    | 1751                    | 1805                    | 1809                    | 1853                    | 1861                    | 1881                    | 1901                    | 1921                    | 1951                    | 1971                    | 1991                    | 2001                    | 2019                    | 2021                    |
| Einwohner               | 440                     | 549                     | *709                    | 626                     | 543                     | 580                     | 521                     | 441                     | 331                     | 309                     | 338                     | 370                     | 408                     | 401                     |

- 1809 Fusion mit Cossano

## Sehenswürdigkeiten
- Pfarrkirche Sant’Eusebius mit Orgel von Giuseppe Bernasconi (1852)
- Pfarrkirche San Giuseppe
- Gemeindehaus
- Belvedere
- Rundweg Giro del Sole
- Rundweg Giro della Luna
- Parco Daini (Damhirschenpark)
- Naturpark Bedoré

## Veranstaltungen
- Kürbis- und Kastanienfest jedes Jahr im Oktober
- Kinderfest